# Trichodesma afghanicum
Trichodesma afghanicum är en strävbladig växtart som beskrevs av F. Sadat. Trichodesma afghanicum ingår i släktet Trichodesma och familjen strävbladiga växter. Inga underarter finns listade i Catalogue of Life.